# Liodrosophila moyae
Liodrosophila moyae är en tvåvingeart som beskrevs av Bock 1982. Liodrosophila moyae ingår i släktet Liodrosophila och familjen daggflugor. Inga underarter finns listade i Catalogue of Life.